# Франклин Парк (Пенсилванија)
Франклин Парк (енгл. Franklin Park) град је у америчкој савезној држави Пенсилванија.

## Демографија
По попису из 2010. године број становника је 13.470, што је 2.106 (18,5%) становника више него 2000. године.
| Група             | 2000.          | 2010.          |
| Белци             | 10.753 (94,6%) | 11.530 (85,6%) |
| Афроамериканци    | 116 (1,0%)     | 163 (1,2%)     |
| Азијати           | 328 (2,9%)     | 1.397 (10,4%)  |
| Хиспаноамериканци | 61 (0,5%)      | 202 (1,5%)     |
| Укупно            | 11.364         | 13.470         |